# 禅釜尚

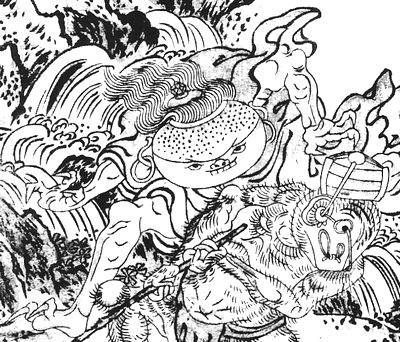
鳥山石燕『百器徒然袋』より「禅釜尚」

禅釜尚（ぜんふしょう）は、鳥山石燕による江戸時代の妖怪画集『百器徒然袋』に描かれている日本の妖怪。虎隠良や槍毛長と共に描かれている（百器徒然袋#中を参照）。
茶釜の妖怪である。虎隠良や槍毛長と共に描かれているが、その組み合わせの形やそれぞれの位置は、室町時代の『百鬼夜行絵巻』に描かれている構図がモチーフになっており、石燕が同絵巻に描かれている目の三つある妖怪をモデルに禅釜尚のポーズを描いたとも考えられている。
石燕は槍毛長や虎隠良という妖怪を禅釜尚と共に描いているが、この三者の関連性がどのようなものであるかは不明である。茶道は禅宗と深く関連しているため、「禅釜尚（ぜんふしょう）」の名は「禅和尚（ぜんおしょう）」をもじってつけられたものとの説もある。
浮世絵師・月岡芳年は錦絵『百器夜行』（1865年）に石燕の禅釜尚を参考にしたと見られる絵を描いている。

## 平成以降の解説
妖怪漫画家・水木しげるは、禅釜尚は草むらに隠れて近くを通る人の前に現れて驚かすもので、引き返せば何もしないが、前に進むと鋭い爪でひっかくという解説を著書に書いている。（2014年以後はその記述は存在していない）